# Alessandro Vinci
Alessandro Vinci (Firenze, 8 agosto 1987) è un ex calciatore italiano, di ruolo difensore.

## Carriera
Cresciuto nelle giovanili dell'Empoli. Viene mandato a fare esperienza in Serie C2 prima alla Cuoiopelli e poi al Melfi. Poi, nel 2008, ritorna all'Empoli in prima squadra. Con i toscani gioca quattro stagioni, collezionando 91 presenze in Serie B, e disputa anche gli spareggi per la Serie A nella stagione 2008-2009. Al termine della stagione 2011-2012 non rinnova con la società, e quindi diviene un calciatore svincolato.
Il 4 luglio 2012 viene annunciato il suo trasferimento alla Juve Stabia militante in Serie B. Con le vespe di Castellammare di Stabia sceglie la maglia numero 15, e fa il suo debutto il 9 settembre 2012 in occasione di Juve Stabia-Vicenza, terminata con il risultato di 1-1. Nel mercato di gennaio va in prestito alla Pro Vercelli, dove colleziona solo tre presenze.
Il 2 settembre 2013 si trasferisce a titolo definitivo al Vicenza, dove gioca solo 5 partite a causa di un brutto infortunio che lo tiene fuori per gran parte della stagione.
Il 2 agosto 2014 passa alla Paganese, con cui disputa il campionato di Lega Pro.
Inizia nella terza serie nazionale anche il campionato seguente a seguito del trasferimento all'Arezzo a fronte della firma di un contratto annuale.
Il 29 gennaio 2016, dopo aver collezionato soltanto tre presenze in campionato, rescinde e si lega fino a fine stagione con lo Scandicci, club che stava prendendo parte alla Serie D. Rimane a far parte del club scandiccese per quasi cinque anni, fino al dicembre 2020, quando lascia la squadra.
Il 9 giugno 2021 viene ufficializzato il suo passaggio al Centro Storico Lebowski, squadra fiorentina militante nel campionato di Promozione Toscana.